# Hákon Sigurðarson
Hákon Sigurðarson (in norvegese Haakon Sigurdason; Trøndelag, 935 o 937 – Melhus, febbraio 995) fu jarl di Lade dal 965 e 995 e re di Norvegia dal 970 al 995.

## Biografia
Hákon nacque tra il 935 e il 937 nel Trøndelag da Sigurðr Hákonarson, jarl di Lade e Bergljót Þórisdóttir.

### L'assassinio del padre
Nel 962 i figli di Eiríkr, che si erano precedentemente accordati con Sigurðr Hákonarson al fine di ottenere metà delle tasse e delle rendite del Lade, iniziarono a nutrire una certa insofferenza nei confronti del suo potere. Così, su suggerimento della madre, cercarono inizialmente di stringere i rapporti con lui cercando di corromperlo con ricchi doni ed invitandolo ad incontrarli ma l'accorto jarl, pur trattando benevolmente i messaggeri, declinò l'offerta. Puntarono allora su suo fratello Grjótgarðr, sperando che, dal momento che era molto più giovane e non possedeva alcun titolo di rilievo, sarebbe stato più facilmente corruttibile. Grjótgarðr in effetti si fece corrompere dai doni dei figli di Eirìkr e dalla promessa di installarlo quale nuovo jarl di Lade una volta eliminato il fratello. Essi gli chiesero di tenere d'occhio Sigurðr e di avvertirli qualora si fosse presentato il momento buono per sbarazzarsene. Nell'autunno del 962 Sigurðr si recò a Skatval, nella Stjørdal per un banchetto con una scorta meno nutrita del solito. Grjótgarðr avvertì i figli di Eiríkr. La notte successiva Harald ed Erlingr si imbarcarono su quattro navi insieme ad un gran numero di uomini e navigando di notte sbarcarono nella località in cui si trovava lo jarl, circondarono la sua residenza e le diedero fuoco uccidendo tutti coloro che vi erano all'interno.

### Jarl di Lade
La gente del Trøndelag dopo la morte di Sigurðr accettò Hákon quale nuovo jarl. Questi negò il pagamento di tasse e rendite ad Harald e si preparò a combattere contro i figli di Eiríkr. Allestita la flotta, Hákon iniziò ad effettuare scorrerie nel Nordmøre costringendo Harald e fratelli a ritirarsi prima nel Romsdal poi nel Sunnmøre. Nei successivi tre anni vi furono numerose battaglie minori tra i due schieramenti ma nessuno dei due prevalse. Si giunse infine ad un accordo secondo il quale i figli di Eiríkr avrebbero concesso ad Hákon il Lade in cambio del suo riconoscimento di Harald quale re legittimo e del versamento di metà delle tasse e delle rendite. Seguirono tre anni di pace.

### La ripresa della guerra contro i figli di Eiríkr
Dopo essersi assicurati buona parte della Norvegia meridionale, i figli di Eiríkr raccolsero uomini durante tutto il viaggio di ritorno poi riaprirono le ostilità contro Hákon Sigurðarson. Lo jarl di Lade non si fece trovare impreparato e anzi attaccò per primo razziando il Møre per poi far tornare l'esercito a difendere il Trøndelag e proseguire con le rapine nel Romsdal. L'esercito dei figli di Eiríkr era però troppo potente e alla fine riuscì ad occupare Trondheim e a riscuotere tutte le tasse che gli erano dovute. L'anno successivo Hákon, non appena i fratelli di Harald tornarono nel Møre, tornò a Trondheim passando per la Svezia e riprese il controllo del suo dominio. Haraldr, Guðrøðr ed Erlingr allora radurono un nuovo esercito nelle regioni orientali del paese e mossero contro il Trøndelag senza che alcuno gli opponesse resistenza poiché Hákon si era portato con la flotta nel Møre; Erlingr venne deputato a governare quella regione. Alla difesa di quella regione i figli di Eiríkr avevano posto suo fratello Grjótgarðr. Durante la battaglia che seguì Hákon riportò la vittoria e Grjótgarðr venne ucciso insieme ad altri due jarl. Hákon proseguì sino in Danimarca pensando di accordarsi con re Harald "Dente Azzurro" per liberarsi di Harald Mantogrigio e dei suoi fratelli. Nel frattempo la popolazione del Trøndelag, costretta a versare tutte le tasse che aveva trattenuto negli anni precedenti e ridotta alla fame dalla carestia, diede luogo ad una rivolta armata che portò all'uccisione di Erlingr Eiríksson e della sua guardia personale. Tale azione fu concordata con Hákon che dopo la vittoria sul fratello si era rifugiato in Danimarca.

### La congiura contro Harald Mantogrigio
Hákon Sigurðarson in Danimarca era stato accolto benevolmente da re Harald Dente Azzurro ed era riuscito ad ingraziarsi Harald detto "il Dorato" (Gull-Haraldr), figlio di Knút e quindi nipote del re. Il ragazzo, dopo alcuni anni passati a compiere scorrerie, intendeva vivere stabilmente in Danimarca e nella sua incauta ambizione pretese dal re che gli cedesse metà del regno. Harald Dente Azzurro si consultò con Hákon che gli consigliò di soppiantare Harald Mantogrigio con l'altro suo nipote. Fu così che il re di Danimarca inviò messaggeri al re di Norvegia annunciando che Hákon era ormai moribondo e chiedendogli di incontrarlo nello Jutland per ricevere le rendite dei possedimenti della madre. Spinto dalle ristrettezze economiche in cui si trovava il regno a causa della carestia, Harald Mantogrigio accettò.
Nell'estate del 970 Harald salpò dal Vík con tre navi e dopo essere entrato nel Limfjord approdò ad Hals. Harald il Dorato sbarcò presso la città con nove navi ed attaccò subito il norvegese che cadde combattendo insieme alla maggior parte dei suoi uomini.

### Re di Norvegia
Dopo la morte di Harald Pellegrigia, governò la Norvegia in qualità di vassallo di Harald Dente Azzurro, ma il suo regno fu di fatto indipendente da quello di Danimarca.
Nel 975 Harald Dente Azzurro fece pressioni su Hákon affinché iniziasse un'opera di cristianizzazione della Norvegia, il quale però mantenendo un credo verso il paganesimo norreno, oppose fermo rifiuto e ruppe l'alleanza con i danesi.
Nel 977 accolse Vladimir I di Kiev, esule dalla perdita di Novgorod e l'anno successivo raccolse truppe per lui per marciare contro Jaropolk I di Kiev.
Nel 986  i danesi, dopo più di 10 anni dalla rottura dei rapporti, invasero la Norvegia affiancati dai mercenari di Jomsborg, ma furono sconfitti e respinti nella battaglia di Hjörungavágr.
Nel 995, dopo numerose rivolte da parte dei contadini del Trøndelag, Hákon perse rapidamente il sostegno da parte della sua gente. Venne tradito ed ucciso dal suo amico Tormod Kark, mentre era nascosto in un porcile.
I suoi figli ripararono in Svezia presso Óláfr Skötkonung; sul trono gli succedette Óláfr Tryggvasson.

## Discendenza
Con la moglie ebbe i seguenti figli:
- Sveinn Hákonarson co-reggente di Norvegia insieme al fratellastro.
- Auð, Sposò Eric il Vittorioso
- Bergljót, sposò Einar Thambarskelfir
- Sigrid, madre di Ivar Hvide, Jarl di Oppland

Con alcune amanti ebbe:
- Eiríkr Hákonarson co-reggente di Norvegia
- ulteriori figli

## Fonti
Le fonti primarie che citano Hàkon sono numerose; consistono perlopiù in diverse sage, tra cui Ágrip af Nóregskonungasögum e Heimskringla di Snorri Sturluson. Secondo Hallfreðar saga, il poeta scaldo Hallfreðr vandræðaskáld compose un poema a lui dedicato. Diverse stanza disgiunte nel Skáldskaparmál di Hallfreðr sono talvolta ritenute parte del poema perduto.